# 吳容明
吳容明（1943年12月23日—），臺灣嘉義縣朴子市人，曾任台灣省副省長、考試院副院長，第16任銓敘部部長等職。卸職後曾任台灣糖業公司董事長。
國立中興大學法商學院（今國立臺北大學）地政研究所畢業，2001年獲第一屆國立臺北大學傑出校友。
胞弟吳容輝，曾任台北市政府民政局股長、專員、嘉義縣政府環境保護局局長、嘉義縣政府秘書長、臺灣菸酒公司董事長、嘉義縣副縣長、台鹽董事長、內政部政務次長。

## 考試
- 外交官領事官及格
- 公務人員高等考試土地行政人員優等及格
- 公務人員高等檢定考試土地行政人員及格

## 文獻參考
- 與吳容明當面溝通 尹啟銘：懇切慰留[永久]
- 台糖人事關說疑雲 江丙坤向吳容明致歉
- 胡懋麟接台糖董座 總座未定

| 中華民國政府職務                 | 中華民國政府職務                                 | 中華民國政府職務 |
| -------------------------------- | ------------------------------------------------ | ---------------- |
| 考試院                           |                                                  |                  |
| 前任： 邱進益                    | 銓敘部部長 第十六任 2000年5月20日－2004年6月16日 | 繼任： 朱武獻    |
| 前任： 空缺 上一位相同頭銜：關中 | 考試院副院長 第十二任 2004年6月8日－2008年9月1日 | 繼任： 伍錦霖    |

1. ↑  [公務人員月刊 民國98年12月 第162期，《附錄 歷任銓敘部部長簡介》]